# Козорізівка
Козорізівка — колишній населений пункт в Кіровоградській області.

## Стислі відомості
Знаходилось на березі річки Громоклія.
В часі Голодомору 1932—1933 років у селах Козорізівка, Веселівка і Петрівка (Бобринецький район) нелюдською смертю померло не менше 10 людей.
Дата зникнення станом на грудень 2022 року невідома.